# ان‌جی‌سی ۵۰۲۳
ان‌جی‌سی ۵۰۲۳ یک کهکشان‌ است.